# فرودگاه آنکونا
فرودگاه آنکونا (به انگلیسی: Ancona Airport) (به زبان بومی: Aeroporto di Ancona-Falconara) یک فرودگاه همگانی با کد یاتا AOI است که یک باند فرود آسفالت دارد و طول باند آن ۲۹۶۲ متر است. این فرودگاه در شهر آنکونا کشور ایتالیا قرار دارد و در ارتفاع ۱۵ متری از سطح دریا واقع شده است.